# Bălteni (Vaslui)
Pour les articles homonymes, voir Bălteni.
Bălteni est une commune roumaine située dans le județ de Vaslui.